# Маяк Рокленд-Харбор-Брейкуотер
Маяк Рокленд-Харбор-Брейкуотер (англ. Rockland Harbor Breakwater Light) — маяк, расположенный на моле в гавани города Рокленд, округ Нокс, штат Мэн, США. Построен в 1888 году. Автоматизирован в 1964 году.

## История
Город Рокленд, расположенный на западной стороне залива Пенобскот в районе среднего побережья штата Мэн. Его гавань долгое время считалась одной из лучших к востоку от Портленда, часто использовалась в 19 веке как безопасная гавань, в которой можно переждать шторм и непогоду. Сильные штормы 1850-х годов показали необходимость улучшения защиты гавани от волн, но средства на это не выделялись до 1880 года. В 1881 году начались работы по созданию мола. В ходе работ сам проект претерпел изменения, было решено его расширить и укрепить. Потому работы над молом были завершены только в 1899 году. Это позволило начать работы по созданию на его конце маяка, который был завершен и открыт в 1902 году. Маяк представляет собой кирпичный дом с двухскатной крышей, с одной стороны которого возвышается башня маяка, на которую были установлены линзы Френеля.
Маяк был автоматизирован Береговой охраной США в 1964 году.
В 1981 году он был включен в Национальный реестр исторических мест.
В 1990 году Береговая охрана США капитально отремонтировала маяк. А уже в 1999 она передала его городу Рокленд в рамках программы "Маяки штата Мэн". С тех пор поддержанием здания маяка занимаются  городские волонтеры, а функционирование самого маяка по-прежнему остается сферой ответственности Береговой охраны США.

## Фотографии

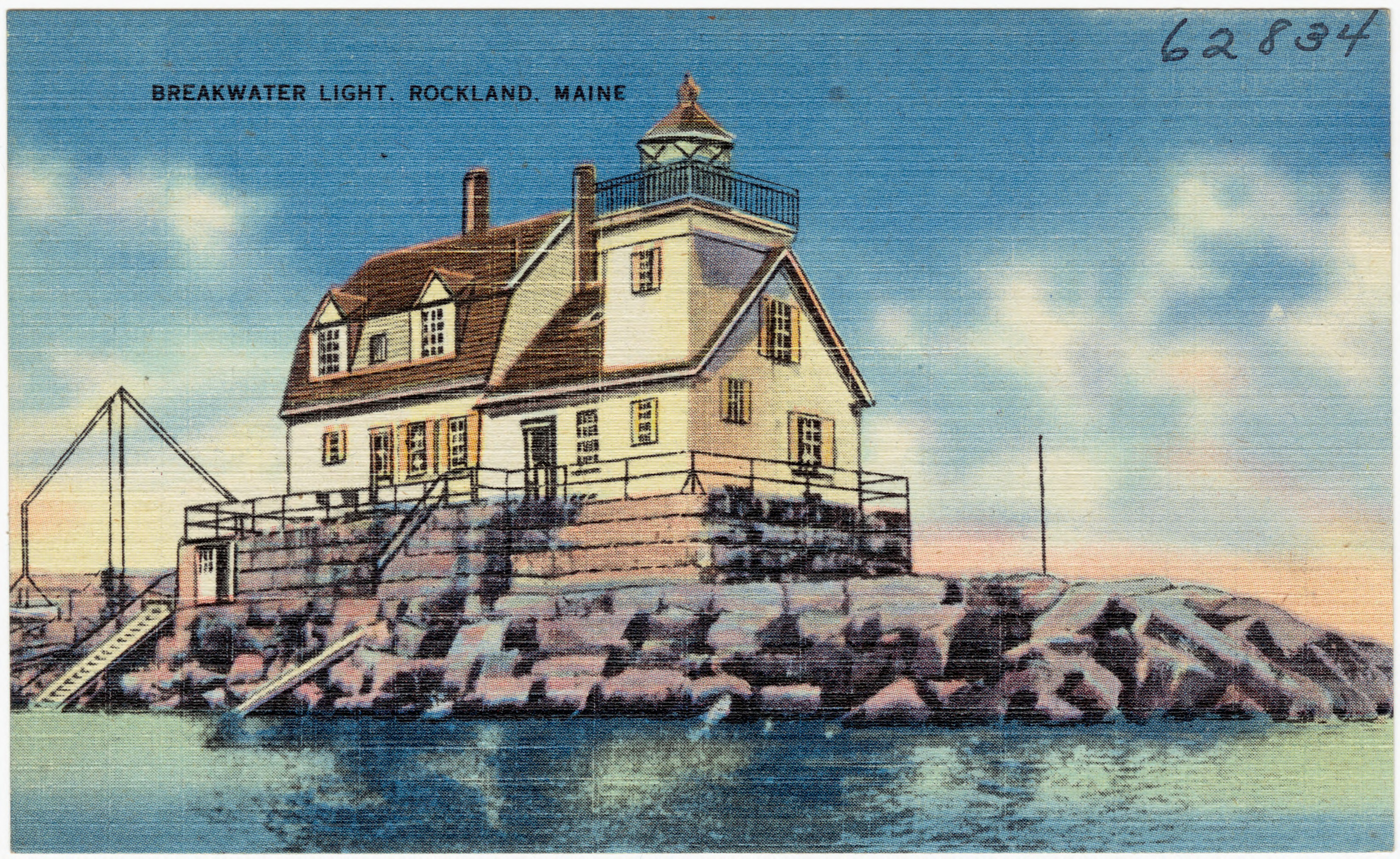
Открытка, выпущенная между 1930 и 1945 годом